# The Splendour of Youth
The Splendour of Youth (黛綠年華, Dai lu nian hua) est un film hongkongais réalisé par Tso Kea, sorti en 1957 au cinéma.

## Synopsis
Xiang-ying, une ingénue, s'installe chez sa camarade Dai-ni, une jeune fille plus fortunée, pour pouvoir se concentrer sur ses études.
Autour de la famille Fan, composée d'une veuve et de ses trois filles, flotte cependant un parfum de mystère...
Dai-ni entretient l'inhibition sexuelle et l'isolement social de Xiang-ying par jalousie et égoïsme, mais cette dernière pourra compter sur l'aide de Mme Fan pour prendre son envol.
À mesure que l'histoire se déroulera et que l'intrigue se nouera et se dénouera, de nombreuses pertes seront à déplorer pour les protagonistes, dont deux vies, une vue, un pucelage, une santé mentale, et des illusions. 

## Fiche technique
- Titre : The Splendour of Youth
- Autre titre : The Tender Age
- Titre original : 黛綠年華 (Dai lu nian hua)
- Réalisation : Tso Kea
- Scénario : Tso Kea
- Société de production : MP&GI
- Pays d'origine : Hong Kong
- Format : Noir et blanc - 2,35:1 - Mono - 35 mm
- Genre : drame sordide
- Durée :
- Date de sortie : 1957

## Distribution
- Tsi Law-lin :  Han Xiang-ying, une étudiante prude et ingénue au phénotype favorable
- Mui Yee : Fan Dai-ni, une jeune fille de la bonne société, amie de la précédente
- Cheung Ying : Johnny Tan, un séduisant gentleman
- Li Zhuozhuo : madame Fan, une veuve débrouillarde
- Ng Chi-fan : Gong Li-qun, un architecte subalterne, membre de la classe laborieuse
- Lau Hark-suen : M. Xue, un banquier épicurien
- Ding Ying : Fan Dai-yu, une jeune fille de la bonne société
- Fong Wah : Fan Dai-ming, une jeune fille de la bonne société